# Orlando Engelaar
Orlando Engelaar (* 24. August 1979 in Rotterdam, Niederlande) ist ein ehemaliger niederländischer Fußballspieler.

## Karriere

### Verein
Engelaars Familie stammt aus Suriname. Sein Vater war ebenfalls Fußballspieler und als Innenverteidiger beim SV Robinhood in Paramaribo aktiv.
Orlando Engelaar wurde in Rotterdam geboren, wuchs in Rotterdam-Zuid in Laufweite zu De Kuip auf und spielte bereits als Siebenjähriger in der Jugend von Feyenoord. Er durchlief sämtliche Jugendmannschaften und spielte in der zweiten Mannschaft des Vereins. Daneben war er für Henk ten Cates „Suriprofs“-Team, eine Auswahl surinamischstämmiger niederländischer Profis, aktiv; seine Leistungen in dieser Mannschaft brachten dem 20-Jährigen im Sommer 2000 einen Profivertrag bei NAC Breda ein. Am 19. August 2000 gab er im linken Mittelfeld des NAC im Heimspiel gegen RKC Waalwijk sein Debüt in der Eredivisie. Nach seinem zweiten Match musste er die erste von mehreren verletzungsbedingten Pausen einlegen. Aufgrund dieser Blessuren blieb er im Team um den erfahrenen Alfred Schreuder in den ersten beiden Spielzeiten Ergänzungsspieler und kam zu nicht mehr als 33 Einsätzen. Obwohl er im offensiven Mittelfeld und mehrmals auch im Angriff des NAC eingesetzt wurde, musste er mehr als zwei Jahre auf seinen ersten Ligatreffer warten: Am 14. September 2002 erzielte er ein „Doppelpack“ zum 2:0-Sieg beim SC Heerenveen. Auch seine dritten und vierten Eredivisie-Treffer fielen innerhalb eines Spiels, drei Wochen später beim 2:2 gegen die PSV Eindhoven. Seine dritte Spielzeit wurde mit acht weiteren, insgesamt also zwölf, Treffern in 33 Ligaspielen seine erfolgreichste Saison bei NAC; als Vierter der Meisterschaft qualifizierte Breda sich für den UEFA-Pokal. In der folgenden Saison erreichte er mit NAC Breda das Halbfinale des niederländischen Pokals.
Nachdem Engelaar in der Saison 2004/05 noch einmal für Breda in der Liga angetreten war und dabei gegen den FC Utrecht noch ein Tor erzielt hatte, wechselte er zum KRC Genk in die belgische Erste Division. Reporter des Nieuwsblad attestierten ihm eine Leistung mit „fließenden Dribblings und feiner Ballbehandlung, die man von einem 1,96 Meter großen Jungen nicht erwarten würde“. Im limburgischen Genk blieb er zwei Jahre, erreichte mit dem Klub in seiner ersten Saison den dritten, in der Saison 2005/06 den fünften Platz und spielte international in UI- und UEFA-Pokal. Nach vier Spielen in der Saison 2006/07 wechselte er zurück in die Niederlande zum FC Twente Enschede. Mit Twente qualifizierte er sich 2006 über den UEFA Intertoto Cup ebenfalls für den UEFA-Pokal. Er wurde unter Trainer Fred Rutten Mannschaftskapitän und spielte eine defensivere Rolle als bei seinen vorherigen Vereinen.
Als Rutten zur Saison 2008/09 zum FC Schalke 04 in die deutsche Bundesliga wechselte, folgte ihm der lange Mittelfeldspieler, der mittlerweile Nationalspieler geworden war, im Juli 2008 nach Gelsenkirchen. Doch er konnte bei Schalke die Erwartungen nicht erfüllen. Zwar erzielte er am 6. November 2008 im UEFA-Pokalspiel bei Racing Santander ein wichtiges Tor, doch in der Bundesliga blieb er in 25 Spielen ohne Torerfolg und wurde zweimal des Feldes verwiesen. Schalker Fans sahen ihn nach durchwachsenen Leistungen sehr kritisch, die deutsche Presse nannte seine Verpflichtung ein „Transfer-Missverständnis“; in den Niederlanden wurde seine Zeit in Gelsenkirchen als „missglücktes Abenteuer“ bezeichnet.
Zur Saison 2009/10 schlug Engelaar ein lukratives Angebot von Panathinaikos Athen aus und wechselte stattdessen zurück in die Eredivisie zur PSV Eindhoven. Sein Hauptgrund dafür war die Hoffnung, mit überzeugenden Spielen in der Ehrendivision unter ständiger Beobachtung von Bondscoach Bert van Marwijk zur Weltmeisterschaft 2010 in den Kader der Nationalmannschaft zurückkehren zu können. In Eindhoven trainierte er wie schon in Enschede und Gelsenkirchen unter Fred Rutten. In der Saison 2009/10 kam er trotz Problemen mit der Achillessehne, die vor der Winterpause operiert worden war, in 28 Ligaeinsätzen auf zwei Tore. In der Europa League machte er zehn Spiele, darunter die beiden Begegnungen gegen den Hamburger SV, in denen PSV aufgrund der Auswärtstorregel ausschied. Das Team qualifizierte sich als Saisondritter erneut für die Europa League. In der Folgesaison wurde er als Nachfolger von Ibrahim Afellay Mannschaftskapitän des PSV-Teams. Aufgrund finanzieller Schwierigkeiten des Vereins mussten die Gehälter gekürzt werden; Engelaar wurde nahegelegt, sich einen neuen Verein zu suchen, er fand jedoch keinen neuen Arbeitgeber. In Eindhoven landete er nach Aussage von Clubdirektor Tiny Sanders sportlich „auf dem Abstellgleis“. In der Saison 2011/12 hatte Engelaar sich eine Knöchelverletzung zugezogen, die ihn monatelang außer Gefecht setzte. Lediglich 13-mal kam er in dieser Spielzeit zum Einsatz, viermal in der Saison 2012/13. Sein Vertrag wurde danach nicht verlängert.
Zu Beginn der Saison 2013/14 war er vereinslos und wechselte kurze Zeit später in die australische A-League zum von seinem Landsmann John van ’t Schip trainierten Verein Melbourne Heart. Zu Beginn der folgenden Spielzeit war Engelaar zurück in den Niederlanden, blieb jedoch zunächst erneut ohne neuen Arbeitgeber; Anfang September 2014 trainierte der mittlerweile 35-Jährige in Hoffnung auf einen neuen Vertrag bei seinem ehemaligen Klub FC Twente in Enschede. Einen Monat später unterschrieb Engelaar einen Kontrakt bis zum Saisonende. Nachdem dieser Vertrag nicht verlängert worden war, beendete Engelaar seine aktive Laufbahn offiziell im September 2015.

### Nationalmannschaft
Engelaar stieß erst spät zum Kader der niederländischen Nationalmannschaft. Er war bereits 28 Jahre alt, als er nach seiner ersten erfolgreichen Saison in Enschede zu einer Fernostreise des Oranje-Teams eingeladen wurde. Bondscoach Marco van Basten nutzte zur Halbzeit der EM-Qualifikation die Partien in Südkorea und Thailand zur Standortbestimmung. So kamen in den beiden Spielen die Ersatztorhüter Henk Timmer und Maarten Stekelenburg sowie Demy de Zeeuw, der zuvor lediglich 15 Minuten in Oranje gespielt hatte, neben Routiniers wie Rafael van der Vaart, Giovanni van Bronckhorst, Denny Landzaat und Wesley Sneijder zum Einsatz. Außerdem gaben im ersten Match in Seoul, am 2. Juni 2007 gegen Südkorea, Andwelé Slory und Engelaar, der in der 63. Minute für Sneijder eingewechselt wurde, ihre Debüts. Vier Tage später wurde er im Spiel gegen Thailand erneut eingewechselt.
Obwohl Engelaar nur einen weiteren Kurzeinsatz im November 2007 gehabt hatte, berief van Basten ihn im Mai 2008 in den Kader für die Europameisterschaft in Österreich und der Schweiz. Engelaar profitierte davon, dass van Basten dasselbe System spielen ließ wie Fred Rutten bei Twente. Erstmals stand er daraufhin als defensiver Mittelfeldspieler am 24. Mai 2008 beim 3:0-Sieg gegen die Ukraine in der Startformation der Nationalmannschaft und spielte auch in den beiden letzten Testspielen vor der Europameisterschaft. Während der EM war er in allen Gruppenspielen und im verlorenen Viertelfinale im Einsatz. Nach der EM verzichtete van Bastens Nachfolger Bert van Marwijk wegen dessen „magerer Leistungen“ darauf, den Neu-Schalker in der ersten Elf einzusetzen. Lediglich einmal während seiner Saison in der Bundesliga wurde Engelaar in der Nationalmannschaft eingewechselt, im November 2008 gegen Schweden. Elf Monate später gab er als PSV-Spieler sein Comeback, jedoch auch nur mit zwei Kurzeinsätzen im Oktober und November 2009. Im WM-Jahr erhielt er bis Mitte Mai keine Spielpraxis in van Marwijks Elf, gehörte jedoch zu den 30 Spielern, die den erweiterten Kader für die WM in Südafrika bildeten. Bei der Vorstellung des finalen 23er-Kaders für die WM gab van Marwijk jedoch bekannt, dass er Engelaar nicht mit nach Südafrika nehmen werde.

## Erfolge
- KNVB-Pokal: 2012 (mit PSV)

## Privates
Engelaar wurde im Dezember 2010 Vater eines Sohnes.